# Amt Arnstadt
Das Amt Arnstadt war ein Amt in der Schwarzburg-Sondershäuser Oberherrschaft.
Das Amt Arnstadt bestand ursprünglich aus den Orten
- Arnstadt
- Plaue
- Rudisleben
- Dosdorf
- Reinsfeld
- Espenfeld und
- Roda

Im Jahr 1725 wurden zusätzlich Görbitzhausen und Siegelbach als Bestandteile genannt. Am Ende des 18. Jahrhunderts ging das Amt Käfernburg im Amt Arnstadt auf. Bereits vorher waren sie vom gleichen Amtmann verwaltet worden.
1834 wurden die Patrimonialgerichte Geschwenda und Kleinbreitenbach aufgehoben und die Rechtsprechung dem Amt Arnstadt übertragen, zum 1. Juli 1850 kam noch das Patrimonialgericht Behringen hinzu.
1850 erfolgte im Fürstentum Schwarzburg-Sondershausen die Trennung der Rechtsprechung von der Verwaltung. Für die Verwaltung war nun der Verwaltungsbezirk Arnstadt, für die Rechtsprechung war nun das Justizamt Arnstadt zuständig.